# Acanthorhachis
Acanthorhachis is een raadselachtig geslacht van uitgestorven Chondrichthyes uit het Carboon. 
Herbert Bolton benoemde in 1896 een Listracanthus spinatus, 'de gestekelde'. In 2013/2014 maakten David Michael Martill, Peter J.A. Del Strothet en Florence Gallien er het aparte geslacht Acanthorachis van.
De geslachtsnaam is afgeleid van het Griekse woord acanthos dat 'stekel' betekent en het Griekse achtervoegsel voor ruggengraat, -rhachis. Dit verwijst naar de stekelvormige huiddenticula en hun secundaire stekels aan de achterkant, die de buitenkant van het dier bedekten. De auteurs die dit geslacht hebben opgericht, suggereerden de Engelse naam 'The Spiny Spined Shark'.
Het holotype is sinds de jaren tachtig zoek. Specimina NHMUK P73205a, P73206b, P73207c, P73208d, P73209e, P73210f, P73211g, P73212h, P73215 en P73216 zijn toegewezen.
Acanthorachis is nauw verwant aan Listracanthus. Het verschilt ervan in de grootte, structuur en verdeling van dermale stekels. Het is momenteel monotypisch en bevat alleen de soort Acanthorhachis spinatus. Deze haai is tot nu toe alleen bekend van de Britse eilanden. Acanthorhachis werd voor het eerst beschreven vanuit de lagere steenkoollagen uit het Westfalien van Yorkshire, Engeland. Het komt zelden voor in Eyam-kalksteen uit het Viséen van Derbyshire, Engeland.